# Valīk-e Pā'īn
Valīk-e Pā'īn (persiska: وَليكِ سُفلَى, Valīk-e Soflá, Valīk-e Pā’īn, ولیک پائین) är en ort i Iran.   Den ligger i provinsen Mazandaran, i den norra delen av landet, 130 km nordost om huvudstaden Teheran. Valīk-e Pā'īn ligger 2 meter över havet och antalet invånare är 320.
Terrängen runt Valīk-e Pā'īn är platt. Runt Valīk-e Pā'īn är det ganska tätbefolkat, med 166 invånare per kvadratkilometer. Närmaste större samhälle är Āmol, 12,4 km sydväst om Valīk-e Pā'īn. Trakten runt Valīk-e Pā'īn består till största delen av jordbruksmark.